# Saint-Rieul
Saint-Rieul (bretonisch: Sant-Rieg) ist eine französische Gemeinde mit 548 Einwohnern (Stand: 1. Januar 2022) im Département Côtes-d’Armor in der Region Bretagne. Die Bewohner werden Rieulais und Rieulaises genannt.

## Geographie
Umgeben wird Saint-Rieul von den Gemeinden Lamballe-Armor mit Lamballe im Norden, Plédéliac im Osten, Plestan im Süden und Noyal im Westen.

## Bevölkerungsentwicklung
| 1962 | 1968 | 1975 | 1982 | 1990 | 1999 | 2008 | 2012 | 2020 |
| 305  | 306  | 281  | 312  | 344  | 328  | 422  | 510  | 544  |

## Sehenswürdigkeiten

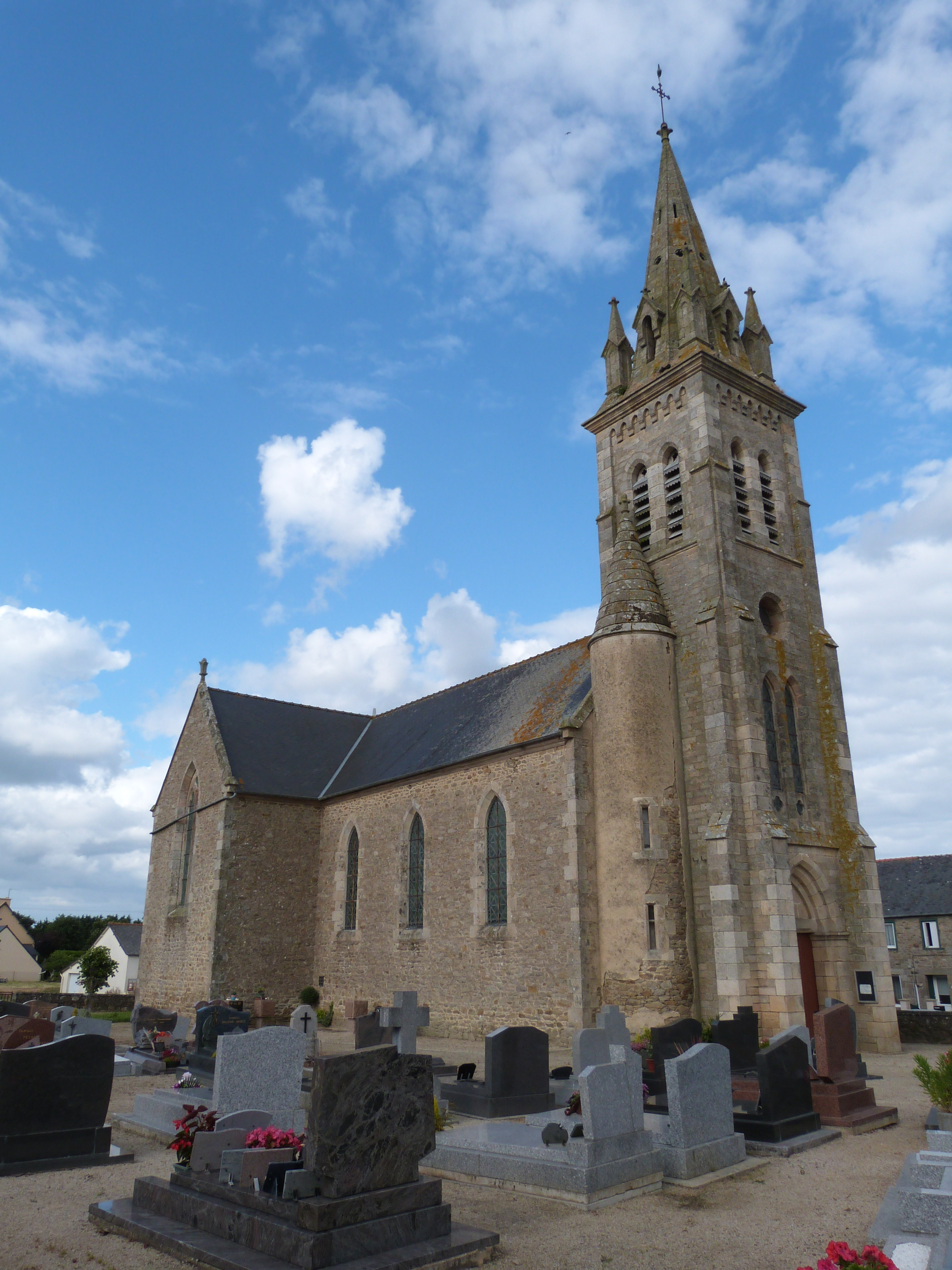
Pfarrkirche Saint-Laurent

- Pfarrkirche Saint-Laurent